# S100A8
S100A8 (англ. S100 calcium binding protein A8) – білок, який кодується однойменним геном, розташованим у людей на короткому плечі 1-ї хромосоми. Довжина поліпептидного ланцюга білка становить 93 амінокислот, а молекулярна маса — 10 835.
| 10         |  | 20         |  | 30         |  | 40         |  | 50         |
| ---------- |  | ---------- |  | ---------- |  | ---------- |  | ---------- |
| MLTELEKALN |  | SIIDVYHKYS |  | LIKGNFHAVY |  | RDDLKKLLET |  | ECPQYIRKKG |
| ADVWFKELDI |  | NTDGAVNFQE |  | FLILVIKMGV |  | AAHKKSHEES |  | HKE        |

A: Аланін

C: Цистеїн

D: Аспарагінова кислота

E: Глутамінова кислота

F: Фенілаланін

G: Гліцин

H: Гістидин

I: Ізолейцин

K: Лізин

L: Лейцин

M: Метіонін

N: Аспарагін

P: Пролін

Q: Глутамін

R: Аргінін

S: Серин

T: Треонін

V: Валін

W: Триптофан

Кодований геном білок за функцією належить до антимікробних білків. 
Задіяний у таких біологічних процесах як апоптоз, імунітет, вроджений імунітет, запальна відповідь, хемотаксис, автофагія. 
Білок має сайт для зв'язування з іонами металів, іоном цинку, іоном кальцію. 
Локалізований у клітинній мембрані, цитоплазмі, цитоскелеті, мембрані.
Також секретований назовні.